# Almería (tỉnh)
Tỉnh Almería là một tỉnh ở cộng đồng tự trị Andalusia, Tây Ban Nha. Tỉnh này có diện tích 8775 km², dân số năm 2008 là 667.635 người. Tỉnh lỵ là Almería. Tỉnh Almería giáp các tỉnh Granada, Murcia và Địa Trung Hải. Tỉnh này có tổng cộng 102 đô thị.
Tỉnh này có khu vực sa mạc nên có khí hậu cực kì khô và nóng. Nông nghiệp ở đây chủ yếu là trồng rau trong nhà kính. Du lịch cũng đóng vai trò quan trọng.